# 17617 Takimotoikuo
17617 Takimotoikuo este un asteroid din centura principală de asteroizi.

## Descriere
17617 Takimotoikuo este un asteroid din centura principală de asteroizi. A fost descoperit pe 28 octombrie 1995 la Kitami de Kin Endate și Kazuro Watanabe. Asteroidul prezintă o orbită caracterizată de o semiaxă mare de 3,00 ua, o excentricitate de 0,16 și o înclinație de 12,4° în raport cu ecliptica.